# Isabelle Stamm
Isabelle Stamm (* 19. März 1977 in Schaffhausen) ist eine Schweizer Schriftstellerin.

## Leben
Ihre ersten Lebensjahre verbrachte sie in Lausanne, Wallisellen und in Kanada und zog im Alter von dreizehn Jahren mit ihren Eltern nach Gränichen. Sie absolvierte die Alten Kantonsschule Aarau und studierte einige Semester Russistik und Geschichtswissenschaft an der Universität Basel und später einige Semester Psychologie an der Universität Freiburg. Anschliessend ging sie für einen längeren Aufenthalt nach Prag. Isabelle Stamm lebt heute als freie Schriftstellerin in Aarau.
2003 begann sie mit dem Schreiben ihres ersten längeren Manuskriptes Der Fischerkönig. Dieses wurde 2008 unter dem Titel Zwillings Welten veröffentlicht. Dieser Roman wurde vom Aargauer Kuratorium und vom Kuratorium Schaffhausen ausgezeichnet.

## Werke
- Zwillings Welten. Roman. Edition Isele, Eggingen 2008, ISBN 978-3-86142-419-2.
- Schonzeit. Roman. Limmatverlag, Zürich 2010, ISBN 978-3-85791-598-7.